# Gare d'Undōkōenmae
La gare d'Undōkōenmae (運動公園前駅, Undōkōenmae-eki) est une gare ferroviaire de la ville de Hirosaki, dans la préfecture d'Aomori au Japon. Elle est exploitée par la société Kōnan Railway et est desservie par la Ligne Kōnan.

## Histoire
La gare d'Undōkōenmae est ouverte aux voyageurs le 10 septembre 1977.

## Situation ferroviaire
La gare d'Undōkōenmae est située dans le sud-est de la ville de Hirosaki, au point kilométrique (PK) 2.1 de la ligne Kōnan.

## Service des voyageurs

### Accueil
La station d'Undōkōenmae ne dispose que d'un abri pour voyageurs.

### Ligne ferroviaire
- Kōnan Railway
  - Ligne Kōnan

### Disposition des quais
- Cette gare dispose d'un quai latéral et d'une seule voie.

| N° de voie | Ligne | Direction |
| ---------- | ----- | --------- |
| 1          | Kōnan | Hirosaki  |
| 1          | Kōnan | Kuroishi  |

### Desserte
| Kōnan Railway         |             |             |             |                    |
| Direction Hirosaki    | Ligne Kōnan | Ligne Kōnan | Ligne Kōnan | Direction Kuroishi |
| Hirosaki-Higashikōmae |             | -           |             | Nisato             |

## Source de la traduction
- (en) Cet article est partiellement ou en totalité issu de l’article de Wikipédia en anglais intitulé « Undōkōenmae Station (Aomori) » (voir la liste des auteurs).